# Arthurhumesia canadiensis
Arthurhumesia canadiensis är en kräftdjursart som beskrevs av Bresciani och López-González 200. Arthurhumesia canadiensis ingår i släktet Arthurhumesia, klassen Maxillopoda, fylumet leddjur och riket djur. Inga underarter finns listade i Catalogue of Life.